# Liste der Naturdenkmäler in Spenge
Die Liste der Naturdenkmäler in Spenge führt die Naturdenkmäler der Stadt Spenge auf.

## Außenbereich
| Nr.   | Bezeichnung                                                        | Lage                                      | Bemerkungen | Bild |
| ----- | ------------------------------------------------------------------ | ----------------------------------------- | ----------- | ---- |
| 3.1.1 | 2 Eichen westlich des Wohngebäudes in Verlängerung des Gresteweges | Bardüttingdorf                            |             |      |
| 3.1.2 | 1 Eiche am Ende des Weges „Auf dem Rott“ südlich der Teichanlage   | Wallenbrück 52° 8′ 45″ N, 8° 26′ 7″ O     |             |      |
| 3.1.4 | 1 Linde nördlich des Friedhofes an der Jellinghausstraße           | Wallenbrück 52° 8′ 36″ N, 8° 26′ 43″ O    |             |      |
| 3.1.5 | 1 Eiche östlich der Gaststätte „Alte Mühle“                        | Spenge 52° 8′ 37″ N, 8° 28′ 34″ O         |             |      |
| 3.1.6 | 1 Buche und 5 Eichen am Denkmal südlich des Hücker Moores          | Hücker-Aschen 52° 10′ 26″ N, 8° 31′ 14″ O |             |      |
| 3.1.7 | 1 Eiche am Rande eines Eichenwäldchens an der Bielefelder Straße   | Lenzinghausen 52° 7′ 10″ N, 8° 29′ 24″ O  |             |      |
| 3.1.8 | 1 Eiche südlich der Hofeinfahrt Bielefelder Straße 232             | Lenzinghausen 52° 6′ 51″ N, 8° 29′ 43″ O  |             |      |

## Innenbereich
| Nr.    | BezeichnungKirchlengern           | Lage                                              | Bemerkungen   | Bild |
| ------ | --------------------------------- | ------------------------------------------------- | ------------- | ---- |
| SP 1   | Esche (Fraxinus excelsior)        | Luinendecker 52° 9′ 44″ N, 8° 30′ 21″ O           |               |      |
| SP 2–7 | 6 Linden                          | Friedhof 52° 8′ 47″ N, 8° 28′ 59″ O               |               |      |
| SP 8   | Winterlinde (Tilia cordata)       | Friedhof 52° 8′ 45″ N, 8° 29′ 0″ O                |               |      |
| SP 11  | Sommerlinde (Til plat ,Tanzlinde) | Mühlenburg 52° 8′ 17″ N, 8° 28′ 33″ O             | 450 Jahre alt |      |
| SP 12  | Stieleiche (Quercus robur)        | Bielefelder Straße 114 52° 7′ 31″ N, 8° 29′ 17″ O |               |      |
| SP 13  | Stieleiche (Quercus robur)        | Korfhagenweg 52° 7′ 27″ N, 8° 29′ 0″ O            |               |      |
| SP 14  | Winterlinde (Tilia cordata)       | Apothekenweg 52° 8′ 29″ N, 8° 29′ 2″ O            | 110 Jahre alt |      |
| SP 15  | Stieleiche (Quercus robur)        | Apothekenweg 52° 8′ 30″ N, 8° 29′ 2″ O            | 135 Jahre alt |      |
| SP 16  | Rotbuche (Fagus sylvatica)        | Apothekenweg 52° 8′ 30″ N, 8° 29′ 2″ O            | 110 Jahre alt |      |